# ONE SHOT WONDER
『ONE SHOT WONDER』（ワン・ショット・ワンダー）は、KEYTALKの通算1枚目のオリジナルアルバム。2013年3月6日にGrooovie Drunker Recordsから発売された。

## 概要
前作『SUGAR TITLE』から約2年ぶりとなるアルバム作品であり、KEYTALK初のオリジナルアルバム。アルバム作品としては通算3枚目であり、インディーズとしては最後の作品となる。今作もこれまで発売された作品と同じくTGMXによるプロデュース作品である。
収録曲のうち、「fiction escape」「S.H.S.S.」「summer tail」のミュージック・ビデオが制作され、ミュージック・クリップ集である『MUSIC VIDEO COLLECTION 2010-2015』に収録されている。
2015年2月24日には、ライブ写真やメンバーによる演奏アドバイスが掲載された今作のバンドスコアが刊行された。

## 収録曲
1. UNITY
  - 作詞：首藤義勝、作曲：小野武正
2. B型
  - 作詞・作曲：寺中友将
3. fiction escape
  - 作詞・作曲：首藤義勝
4. 祭りこぞう
  - 作詞・作曲：寺中友将
5. S.H.S.S.
  - 作詞・作曲：首藤義勝
6. ブザービーター
  - 作詞：寺中友将、作曲：小野武正
7. 茜色
  - 作詞・作曲：寺中友将
8. Spring Sparkle
  - 作詞・作曲：首藤義勝
9. フォーマルハウト
  - 作詞・作曲：首藤義勝
10. happy end pop
  - 作詞：寺中友将、作曲：首藤義勝
11. summer tail
  - 作詞・作曲：寺中友将
12. 見上げた空に
  - 作詞・作曲：首藤義勝